# Моралес, Карлос Фелипе
Карлос Фелипе Моралес (исп. Carlos Felipe Morales; 23 августа 1868, Пуэрто-Плата, Доминиканская Республика — 1 марта 1914, Париж, Франция) — доминиканский военно-политический и государственный деятель. Священник. Президент Доминиканской Республики (1903—1905).

## Биография
В молодости служил католическим священником. Позже, государственным чиновником. Служил в армии. Стал генералом доминиканской армии.
В апреле 1903 г. совершил военный переворот («Юнионистская революция»), в результате которого был свергнут президент Временной правительственной хунты генерал Орасио Васкес-и-Лахара.
При президенте Алехандро Восс-и-Хиле с 1902 года работал в должности губернатора провинции Пуэрто-Плата, считаясь фактическим главой государства. В ноябре 1903 года совершил государственный переворот, сместив Вос-и-Хиля. В декабре 1903 г. был вынужден бежать из столицы в результате мятежа генерала Хосе Хименеса Перейры, однако в апреле 1904 г. вернулся к власти. На выборах в июне 1904 года, проходивших при поддержке США, одержал убедительную победу.
Занимал пост президента Доминиканской Республики с 24 ноября 1903 по 29 декабря 1905 года.
Во время президентства предоставил Соединенным Штатам право управлять таможней в г. Пуэрто-Плата, благодаря чему смог оплатить государственный долг, возникший во времена режима Улиссеса Эро. В феврале 1905 г. правительство Моралеса подписало соглашение, по которому США должны были вести финансовые дела Доминиканской Республики, собирать таможенные пошлины и погашать ее долги.
Проамериканский политик. Пользовался поддержкой США, что однако не спасло его от очередного государственного переворот, совершенного на этот раз вице-президентом, генералом Рамоном Касерес-и-Васкес, который был двоюродным братом генерала Орасио Васкеса. На его поимку были брошены регулярные войска, в одном из боев с ними был ранен в ногу.
Эмигрировал в Европу. В 1912 году он вернулся из ссылки, чтобы возглавить восстание, свергнувшее президента Эладио Викторию. В 1913 году был назначен специальным представителем в Европе (Франции, Италии, Испании и Швейцарии) с местом пребывания в Париже.
Похоронен на муниципальном кладбище Пуэрто-Плата.